# Malononitrile
Le malononitrile, également appelé propanedinitrile, est un composé organique consistant en une molécule de propane substituée par deux  groupes nitriles et donc de formule semi-développée CH2(CN)2. Le malononitrile est relativement acide, avec un pKa de 11 dans l'eau, ce qui permet de l'utiliser dans la condensation de Knoevenagel, par exemple dans la préparation de gaz CS (2-chlorobenzylidène malonitrile) avec le 2-chlorobenzaldéhyde :
En chimie, le malononitrile est un matériau de départ pour la réaction Gewald (en), où le nitrile se condense sur une cétone ou un aldéhyde, en présence de soufre élémentaire et d'une base pour produire un thiophène.